# Test rysowania zegara
Test rysowania zegara (TRZ, ang. Clock Drawing Test, CDT) – test służący do oceny funkcji wzrokowo-przestrzennych zależnych od płata czołowego i kory skroniowo-ciemieniowej. CDT jest stosowany do przesiewowej oceny otępienia. Opracowany został w 1986 roku przez Schulmana i współpracowników którzy wyodrębnili na jego podstawie pięć poziomów zaburzeń funkcji wzrokowo-przestrzennych.